# Квинт Квинкций Цинциннат (военный трибун 369 года до н. э.)
Квинт Квинкций Цинциннат (лат. Quintus Quinctius Cincinnatus; V — IV века до н. э.) — римский политический деятель из патрицианского рода Квинкциев, военный трибун с консульской властью 369 года до н. э.
Квинт Квинкций был членом коллегии, состоявшей из шести военных трибунов-патрициев. Вместе с коллегами он продолжил начатую магистратами предыдущего года осаду Велитр, но без каких-либо результатов. Дальнейшая судьба Квинта Квинкция неизвестна.